# Acanthochondria tasmaniae
Acanthochondria tasmaniae – gatunek widłonoga z rodziny Chondracanthidae. Opisał go w 1962 roku duński zoolog Poul Heegaard. Skorupiak ten jest pasożytem ryb. Okazy typowe (holotyp – samica, alotyp – samiec) pozyskano z ust ryby o potocznej nazwie „Sea Perch” złowionej w lipcu 1909 roku u wschodnich wybrzeży Tasmanii.